# Lac Dumont d'Urville
Pour les articles homonymes, voir Dumont d'Urville.
Le lac Dumont d'Urville est un lac situé au centre de la Grande Terre des îles Kerguelen dans les Terres australes et antarctiques françaises (TAAF).

## Géographie

### Situation
Le lac Dumont d'Urville est un lac proglaciaire récent, situé à 120 m d'altitude au centre de la Grande Terre et à l'est de la calotte Cook, résultant de la fonte et du recul du front du glacier Dumont d'Urville. De forme très allongée, il fait environ 3 km de longueur et 600 m de largeur maximales. Il est situé dans la vallée orientée nord-est et enchassée entre le Grand Téton (773 m) au nord et le début des Monts des Grâces (476 m) au sud.
Il est alimenté principalement par le vélage du glacier Dumont d'Urville. Son émissaire situé au nord-est est la rivière des Entrelacs qui traverse la vallée éponyme et se jette dans l'océan Indien au niveau de la baie de la Marne du golfe des Baleiniers.

### Toponyme
Le lac doit son nom à celui du glacier Dumont d'Urville – attribué en 1915 par le service hydrographique de la Marine nationale pour rendre hommage au navigateur austral Jules Dumont d'Urville.